# Дон Ніклс
Дональд Лі «Дон» Ніклс (англ. Donald Lee «Don» Nickles; нар. 6 грудня 1948, Понка Сіті, Оклахома) — американський політик з Республіканської партії, сенатор США від штату Оклахома з 1981 по 2005 роки. Він був республіканським «батогом» в Сенаті з 1996 по 2003 і головою сенатського комітету з бюджету з 2003 по 2005.
У 1981 році закінчив Університет штату Оклахома. Потім він займався бізнесменом в Оклахомі. Був членом сенату штату з 1979 по 1980 роки.